# Balthasar von Dernbach
Balthasar von Dernbach (Wiesenfeld, 1548 - Fulda, 15 mars 1606) est un moine bénédictin, prince-abbé du monastère de Fulda de 1570 à 1606.

## Biographie
Il est envoyé à 12 ans au monastère de Fulda après la mort de son père, où son frère est prince-abbé. Il est ordonné prêtre de Wurtzbourg en 1566 puis succède à son frère en 1570.
Il adopte alors une politique de Contre-Réforme et dès 1571 appelle les jésuites à fonder une école et un collège et à revenir à un catholicisme intégral. Il devient alors fortement impopulaire auprès des chevaliers qui le force à la démission en 1576. Il se réfugie alors près de l'archevêque de Mayence qui lui donne le château de Bieberstein comme résidence mais est immédiatement réintégré par le pape Grégoire XIII. Il ne retrouvera pourtant la direction du monastère de Fulda qu'en 1602 après un procès de 26 ans avec Jules Echter von Mespelbrunn.
En 1602, Balthasar von Dernbach ordonne le procès des sorcières de Fulda qui entraîne la mort d'environ 250 personnes de 1602 à 1605.